# José Manuel Cipriano Mouzinho de Albuquerque Duarte
José Manuel Cipriano Mouzinho de Albuquerque Duarte GOL foi um advogado, jornalista e político português.

## Família
Era filho do Dr. Manuel Duarte e de sua mulher Maria do Céu Mouzinho de Albuquerque (26 de Junho de 1898 - ?), filha de Brás Mouzinho de Albuquerque e de sua segunda mulher Feliciana Amélia de Noronha Nogueira de Sá. Era tio por afinidade do Cronista e antigo Deputado e Secretário de Estado Alfredo Barroso, por seu lado primo-irmão do Médico Eduardo Barroso e do Cineasta Mário Barroso, ambos primos-irmãos paterno e materno de João Barroso Soares e sobrinhos paterno e materno de Maria Barroso, mulher de Mário Soares.

## Biografia
Licenciado em Direito, Advogado e Sócio do Clube de Futebol Os Belenenses, foi Proprietário e Diretor em Lisboa do jornal mensal Vender em 1952.
Foi Deputado à Assembleia Constituinte, eleito pelo Partido Socialista pelo Círculo Eleitoral de Lisboa, da qual saíu a Constituição Portuguesa de 1976, entre 25 de Abril e 23 de Outubro de 1975, data em que na Sessão n.º 68 pediu renúncia, com o consequente pedido de substituição pela candidata Maria Virgínia Portela Bento Vieira, tornando-se o 91.º Governador Civil do Distrito de Lisboa de 18 de Outubro de 1975 a 14 de Fevereiro de 1980.
A 9 de Junho de 1995 foi condecorado postumamente com o grau de Grande-Oficial da Ordem da Liberdade pelo Presidente Mário Soares, nas cerimónias de comemoração do Dia de Portugal desse ano.